# می‌ویو (میزوری)
می‌ویو (به انگلیسی: Mayview) یک شهر در ایالات متحده آمریکا است که در شهرستان لافایت، میزوری واقع شده‌است. می‌ویو ۰٫۴۱ کیلومتر مربع مساحت و ۲۱۲ نفر جمعیت دارد و ۲۷۴ متر بالاتر از سطح دریا واقع شده‌است.